# Phaisurellops geminus
Phaisurellops geminus là một loài tò vò trong họ Ichneumonidae.